# Roundup (Montana)
Roundup é uma cidade localizada no estado americano de Montana, no Condado de Musselshell.

## Demografia
Segundo o censo americano de 2000, a sua população era de 1931 habitantes.
Em 2006, foi estimada uma população de 1953, um aumento de 22 (1.1%).

## Geografia
De acordo com o United States Census Bureau tem uma área de
3,5 km², dos quais 3,5 km² cobertos por terra e 0,0 km² cobertos por água. Roundup localiza-se a aproximadamente 1001 m acima do nível do mar.

## Localidades na vizinhança
O diagrama seguinte representa as localidades num raio de 36 km ao redor de Roundup.